# Thomas Nørgaard (træner)
 Der er flere personer med dette navn, se Thomas Nørgaard (flertydig). (Se også artikler, som begynder med Thomas Nørgaard (flertydig))
Thomas Darlie Nørgaard (født 13. april 1982) er cheftræner for fodboldklubben Sønderjyske. Han kom til Sønderjyske fra en stilling som assistenttræner for Sparta Prag.
Den 30. september 2017 offentliggjorde Lyngby Boldklub, at Thomas Nørgaard overtog rollen som cheftræner efter David Nielsens skifte til AGF.
Han rykkede ned med Lyngby Boldklub efter 2017-18-sæsonen og blev opsagt i juni 2018.
Før tiden i Lyngby BK var Thomas Nørgaard træner og assistenttræner for AB. Han valgte dog at opsige sit job i Gladsaxe, da AB rykkede ned i 2. division i 2015. Han skiftede efterfølgende til Lyngby Boldklub, hvor han fra 2015 til 2017 fungerede som assistenttræner under cheftræner David Nielsen.